# Folclore da Itália
O folclore italiano se refere ao folclore e às lendas urbanas da Itália.

## Folclore
| Tipo                    | Nome                      | Observações | Ref.  |
| ----------------------- | ------------------------- | --- | ----- |
| Semelhante a Papai Noel | Befana                    | Uma velha que entrega presentes às crianças se forem boas ou carvão se forem ruins, em toda a Itália na véspera da Epifania (na noite de 5 de janeiro); como São Nicolau ou Papai Noel. | [ 1 ] |
| Semelhante a Papai Noel | Santa Lúcia               | Uma mulher santa que entrega presentes às crianças de Bérgamo e província em 13 de dezembro, novamente como Papai Noel. | [ 1 ] |
| Criaturas               | Badalisc                  | Uma criatura mítica do Vale Camonica, nos Alpes centrais do sul. | [ 2 ] |
| Criaturas               | Thyrus, o dragão de Terni | Um dos dragões mais famosos do folclore italiano, um dragão do rio que sitiou Terni na Idade Média. Um dia, um jovem e corajoso cavaleiro da nobre Casa de Cittadini, cansado de presenciar a morte de seus concidadãos e o despovoamento de Terni, enfrentou o dragão e o matou. A partir desse dia, a cidade assumiu a criatura em seu brasão, acompanhado de uma inscrição latina: "Thyrus et amnis dederunt signa Teramnis" ("Tiro e o rio deram suas insígnias a Terni"), que fica sob a bandeira do cidade de Terni, em homenagem a esta lenda.                                                                                   | [ 3 ] |
| Criaturas               | Dragão de sete cabeças    | Segundo uma lenda popular, havia um dragão de sete cabeças que vivia perto de Oltre il Colle (província de Bérgamo), devorando o gado e bebendo água que o daria imortalidade. Ele foi inicialmente atacado em vão por fazendeiros e caçadores rebeldes. Foi então atacado por um exército composto pelos melhores soldados dos exércitos dos pequenos estados da Itália e fugiu, derrotado, para a água, que se tornou a água lamacenta e intragável da Fonte Drago ("Fonte [do] Dragão"), Oltre il Colle. Esse não é o único monstro na área de Oltre il Colle: há também uma maga malvada ("feiticeira" em italiano) para ameaçá-lo. |       |
| Criaturas               | Besta Feroz               | Um animal enorme semelhante a um lobo. Ele comeu animais de estimação e crianças e aterrorizou Milão durante a década de 1790, até que os milaneses organizaram uma caçada contra ele. Depois de meses, eles mataram a Besta Feroz e exibiram seu corpo na Universidade de Pavia; mas ele não está mais lá, tendo desaparecido há décadas. Fontes informais afirmam que foi roubado, destruído durante a Segunda Guerra Mundial ou removido especificamente por ações alemãs durante essa guerra. | [ 4 ] |
| De outros               | Ovo de Colombo            | Refere-se a uma ideia ou descoberta brilhante que parece simples ou fácil após o fato. A expressão refere-se a uma história popular de como Cristóvão Colombo, tendo sido informado de que a descoberta das Américas não era uma grande conquista, desafiou seus críticos a fazer um ovo ficar em pé. |       |
| De outros               | Striga                    | Um demônio ou criatura, derivado do mito corso do Stegge. É uma bruxa ou besta senciente de características mamíferas, e se assemelha a uma mulher, morcego, cachorro e rato. Não é um presságio, mas sim algo que trás perigo e medo. Diz-se ser uma coisa feminina que se alimenta de sangue e muitas vezes parasita homens e crianças. É um tipo de bicho-papão, como os vampiros nas mitologias e lendas eslavas. | [ 5 ] |
| De outros               | Giufà                     | Conhecida em algumas áreas do país, é um "tolo da aldeia", cujas ações e palavras geralmente servem para fornecer uma mensagem moral. | [ 6 ] |

## Leituras adicionais
- Aprile, R. Indice delle fiabe popolari italiane di magia. vol. I. Firenze: Olschki, 2000.
- Calvino, I. Fiabe italiane. Volumes I and II. Torino: Einaudi, 1971.
- D'Aronco, G. Indice delle fiabe toscane. Firenze: Olschki, 1953.
- Del Monte Tammaro, C. Indice delle fiabe abruzzesi. Firenze: Olschki, 1971.
- Lo Nigro, S. Racconti popolari siciliani: classificazione e bibliografia. Firenze: Olschki, 1957.
- Orioli, S. Repertorio della narrativa popolare romagnola. Firenze: Olschki, 1984.